# Antonia Abraham
Pour les articles homonymes, voir Abraham (homonymie).
Antonia Francisca Abraham Schüssler, née le 7 juillet 1997 à San Pedro de la Paz, est une rameuse d'aviron chilienne.

## Biographie
Antonia Abraham est la fille d'Omar Abraham et Melita Schüssler, une ancienne athlète ; elle naît le 7 juillet 1997  à San Pedro de la Paz, avec ses autres quadruplés Melita Abraham, Alfredo Abraham et Ignacio Abraham, qui pratiquent aussi l'aviron,.
Elle remporte la médaille d'argent en deux sans barreur avec sa sœur Melita aux Jeux panaméricains de 2015 à Toronto. Aux Jeux panaméricains de 2019 à Lima, elle est médaillée d'or en deux sans barreur ainsi qu'en quatre de couple. Aux Jeux panaméricains de 2023 à Santiago, elle est elle est médaillée d'or en quatre sans barreur et médaillée d'argent du deux de couple et du quatre de couple.
En juillet 2024, elle est nommée porte-drapeau de la délégation du Chili aux Jeux olympiques d'été de 2024 en compagnie du joueur de tennis Nicolás Jarry.